# Careproctus eltaninae
Careproctus eltaninae is een straalvinnige vissensoort uit de familie van snotolven (Cyclopteridae). De wetenschappelijke naam van de soort is voor het eerst geldig gepubliceerd in 1998 door Andriashev & Stein.